# Rania Benchegra
Rania Benchegra (Marrakesh, 23 maart 1995) is een Marokkaans-Amerikaans model. Ze werd geboren in Marokko en groeide op in New York.
Benchegra begon haar modellencarrière op jonge leeftijd. Benchegra werkte voor diverse modehuizen, ontwerpers en fotografen over de hele wereld. Ze heeft op de catwalk gelopen tijdens modeshows in Parijs, Milaan en New York en heeft ook editorials en campagnes geschoten voor bladen als Vogue, Chanel en Versace.